# 天主教梅塞德斯-路嫻總教區
天主教梅塞德斯-路嫻總教區（拉丁語：Archidioecesis Mercedensis-Luianensis）是阿根廷一個羅馬天主教教省總教區，下轄3個教區。聖座於2019年10月4日宣佈不再直接管理該總教區，總教區改為教省總教區。此總教區是該國十四個總教區之一。
1934年4月20日升為教區，原屬拉普拉塔總教區。1997年11月21日升為總教區。
總教區範圍包括布宜諾斯艾利斯省北部共十五縣，座堂位於梅塞德斯，而盧漢是聖母朝聖地。2004年有教友689,300人（佔轄區總人口96.8%）、四十八個堂區、101名司鐸。
現任總主教為喬治·愛德華·斯切尼格，榮休總主教為奧斯定·羅勃·拉德里薩尼。